# Gymnasial-Posaunenchor Gütersloh

Der Zirkel (Logo) des Posaunenchors

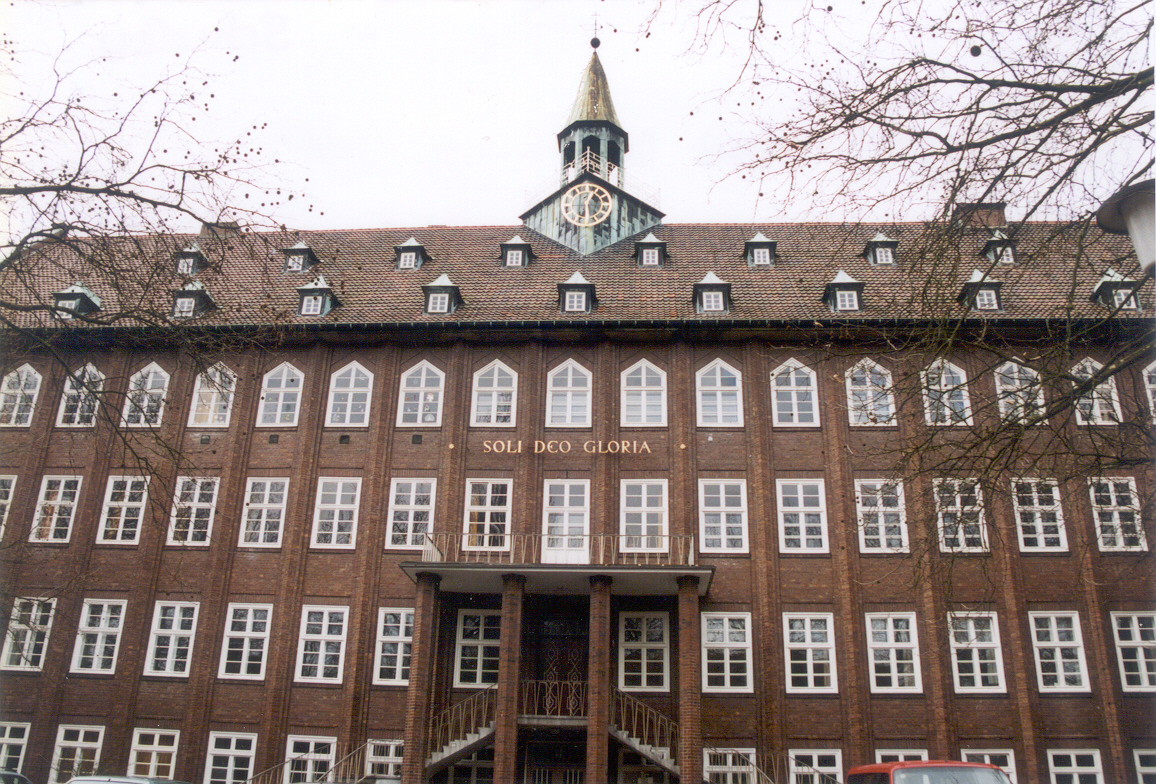
Evangelisch Stiftisches Gymnasium

Der 1871 gegründete Gymnasial-Posaunenchor Gütersloh ist ein Posaunenchor in der ostwestfälischen Stadt Gütersloh. Er besteht aus Schülern des Evangelisch-Stiftischen Gymnasiums in Gütersloh und ist von der Schule und den Lehrern unabhängig.

## Allgemeines
Der Gymnasial-Posaunenchor besteht ausschließlich aus Schülern und ist selbstständig. Der Chor wird von einem Schüler als Präside geleitet. Sein Wahlspruch lautet „Vivat crescat floreat ad multos annos“, was soviel heißt wie „Es lebe, wachse und gedeihe viele Jahre lang“. Jedes Jahr werden neue Mitglieder angeworben, die zunächst im sogenannten Bottenchor aufgenommen werden und Unterricht im Spiel eines Blasinstruments erhalten, um später nach dem Bestehen einer Aufnahmeprüfung im eigentlichen Posaunenchor Aufnahme zu finden. Mit dem Abitur verlassen die Schüler den Posaunenchor. Der Präside verlässt den Posaunenchor allerdings meistens nach der 11. Klasse, um sich voll und ganz auf das Abitur vorbereiten zu können.

## Geschichte

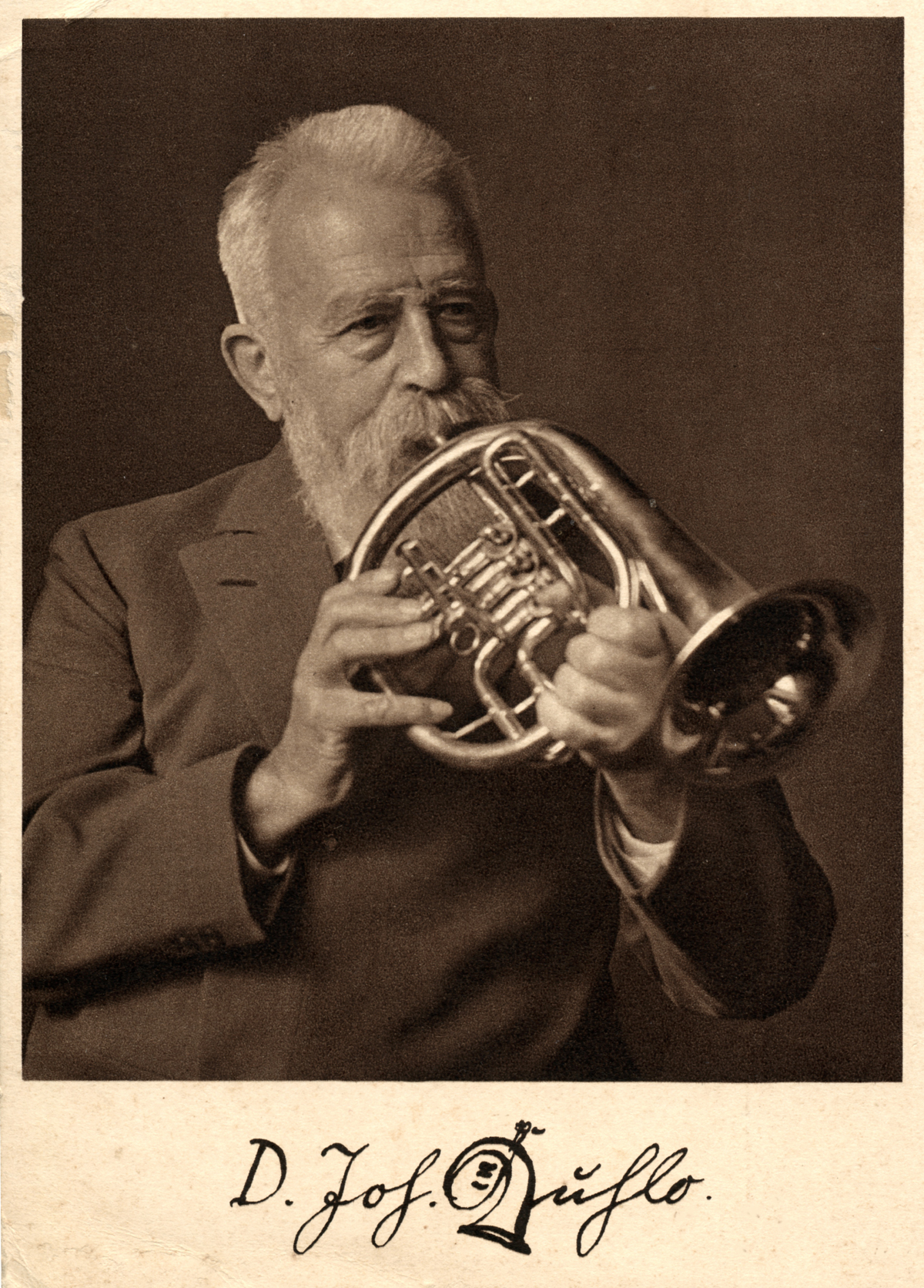
Johannes Kuhlo

Der Posaunenchor wurde im Jahr 1871 von Johannes Kuhlo, der später als „Posaunengeneral“ bekannt wurde, mit sieben Mitschülern gegründet.
Ursprünglich wurden nur männliche Mitglieder aufgenommen, seit 1992 ist der Posaunenchor auch für Mädchen geöffnet. 2016 wurde Anne Frevert als erstes Mädchen in der Geschichte des Posaunenchores Präsidin.

## Präsiden
Seit der Gründung hat es 94 Präsiden gegeben und, seit 2016 bzw. 2018 im Amt, die ersten beiden Präsidinnen.

## Uniform

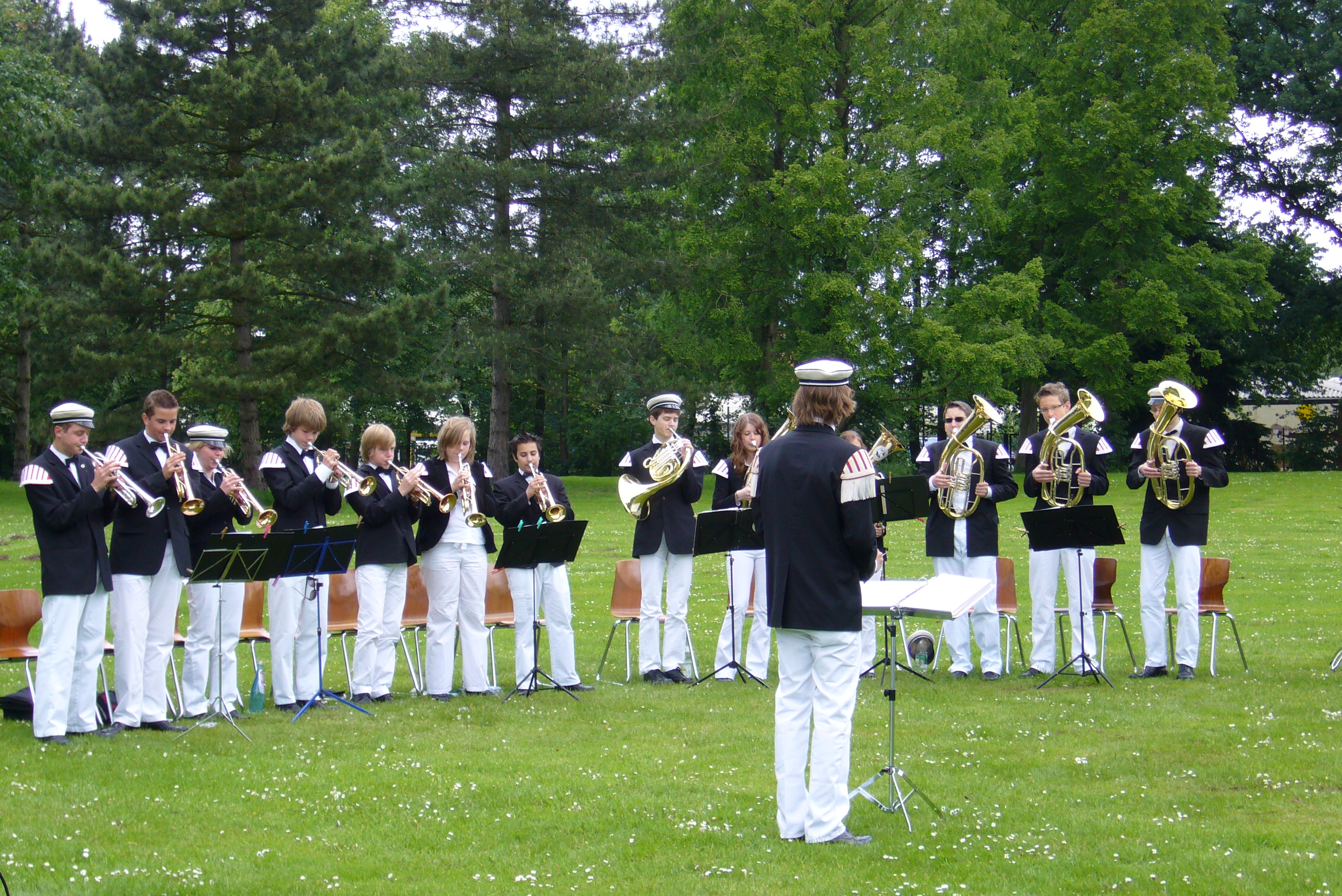
Der Posaunenchor mit Uniform Pfingsten 2006

Bei öffentlichen Auftritten wird immer noch die traditionelle Pennälerkleidung getragen, wie sie schon 1871 getragen wurde.
Sie besteht aus Mütze (auch Pennälermütze genannt), weißem Hemd und schwarzer Fliege, weißer Hose und schwarzem Jackett mit Schwalbennestern.

### Uniform beim Weihnachtskonzert
Beim Weihnachtskonzert spielt der Posaunenchor nicht in seinen klassischen Uniformen, sondern komplett in schwarz mit weißem Hemd und ohne Mütze und Schwalbenschwänze.

## Aufnahmeprüfung
Man muss alle Stücke beherrschen, die während des Pfingstkonzertes gespielt werden, einen Witz erzählen, ein selbst ausgewähltes Aufnahmestück vorspielen und den Petersburger Marsch, die Erkennungsmusik des Posaunenchors, auswendig spielen können. Zudem muss man den Zirkel auswendig „zeichnen“ können und über die Geschichte inklusive der ersten und letzten fünf Präsiden Bescheid wissen.

## Konzerte und Ereignisse

### Pfingstkonzert

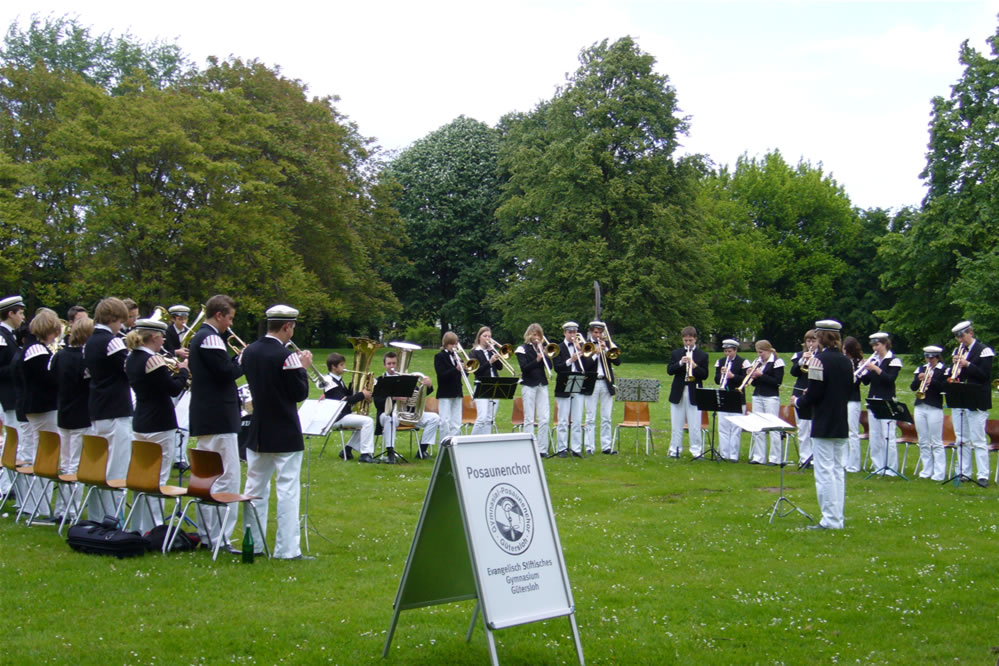
Der Posaunenchor im Stadtpark

Das Pfingstkonzert findet traditionell am Pfingstsonntag um 15 Uhr an Ibrüggers Teich im Stadtpark Gütersloh statt. Das Programm dieses Konzertes ist in der Regel eine bunte Mischung aus modernen Stücken, die unter Repertoire genauer aufgeführt sind, beginnend jedoch immer stehend mit dem Petersburger Marsch (siehe Bild).

### Weihnachtskonzert
Das Weihnachtskonzert findet in der Regel an einem Freitagabend um 20:00 Uhr vor dem 2. oder 3. Advent in der Martin-Luther-Kirche statt. Neben dem Gymnasial Posaunenchor nahm in den letzten Jahren auch die Kantorei des Evangelisch Stiftischen Gymnasium unter Leitung von Thomas Rimpel, sowie ein Solist (Blechbläser) begleitet von der Orgel teil. Horst Reinkemeier, der bis 2014 die Weihnachtskonzerte an der Orgel begleitet hat, war es auch, der als Präside, dieses Konzert zum ersten Mal in der Martin-Luther-Kirche stattfinden ließ.

### Adventsblasen
Vor allem in der Vorweihnachtszeit ist der Posaunenchor sehr aktiv.
So werden die Adventssonntage bereits um halb 4 Uhr morgens vom Adventsblasen geprägt. Hier spielt der Posaunenchor aufgeteilt in 3 Gruppen, die, nach einer sinnvollen Aufteilung von Gütersloh in „Nord“, „Mitte“ und „Süd“ benannt sind, bei aktiven, ehemaligen Mitgliedern, und Präsiden, Spendern und Freunden des Posaunenchors. Zudem nimmt der Posaunenchor jedes Jahr mehrere Stationen extra auf sich um vor den Krankenhäusern, Altenheimen und anderen sozialen Einrichtungen in Gütersloh zu spielen.
Folgende Stücke werden an den Sonntagen gespielt:
1. Advent: Wie soll ich Dich empfangen
2. Advent: Gottes Sohn ist kommen
3. Advent: Tochter Zion
4. Advent: Lobt Gott ihr Christen allegleich

### Turmblasen
Den feierlichen Ausklang eines „Posaunenchor-Jahres“ gibt es dann am heiligen Abend um 24:00 Uhr, wenn vom Balkon und Türmchen des Evangelisch Stiftischen Gymnasiums das Turmblasen erklingt. An dieser Stelle spielt der Posaunenchor noch einmal oben aufgeführte vier Advente und Oh du fröhliche und stimmt damit die mehreren Tausend Zuhörer auf die kommenden weihnachtlichen Tage ein und beendet damit den Vorweihnachtsstress vergangener Tage. Traditionell wird nach dem 12. Glockenschlag der Turmglocke noch ein 13. Mal auf die Glocke geschlagen. Die aktiven auf dem Balkon und die ehemaligen auf dem Türmchen spielen abwechselnd insgesamt drei Strophen.

### Gottesdienste
Der Posaunenchor spielt zudem noch, meistens im Abstand von 2 Wochen, in den Gottesdiensten des ESG mit. Hierbei werden bekannte Choräle eingeprobt und meistens in Kombination mit der Orgel in der Aula oder der Martin-Luther-Kirche Gütersloh zum besten gegeben. Auch weitere Anlässe der Schule werden meistens mit dem Posaunenchor musikalisch begleitet.

### Stabübergabe (Konzert)
Alle zwei bis drei Jahre wechselt der Präside des Posaunenchors. An dieser Stelle steht er am Ende der Jahrgangsstufe 11 und steht damit kurz vor den wichtigen Prüfungen für das Abitur. Aus diesem Grund wird er von einem durch alle Posaunenchörler gewählten Nachfolger aus der Jahrgangsstufe 8 oder 9 abgelöst. Dieses Konzert findet in der Regel kurz vor den Sommerferien statt und erfreut sich auch bei ehemaligen Mitglieder großer Beliebtheit, da sie, nachdem sie den Posaunenchor nach dem Abitur verlassen haben, zusammen mit dem Präsiden „offiziell“ verabschiedet werden.

### Berlin-Freizeit

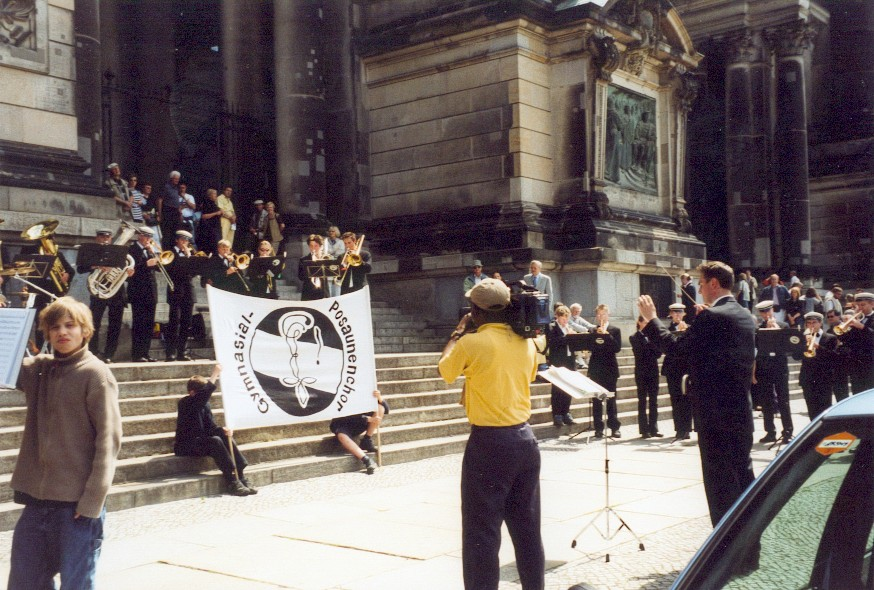
Der Posaunenchor vor dem Berliner Dom

Eine besondere Ehre wurde dem Posaunenchor im Jahre 2002 zuteil, als der Posaunenchor, damals unter Leitung von Kai-Nicolas Theißen, auf seiner Berlinfreizeit in einem Gottesdienst im Berliner Dom mitwirken durfte.
Diese Freizeit fand 2002 zum zweiten Mal statt und wurde wiederum vom ehemaligen Generalsuperintendenten Rolf Wischnath (ebenfalls ehemaliges Mitglied) organisiert.

### Probenfreizeiten
Um sich intensiv auf das jährliche Pfingstkonzert vorzubereiten, treten alle Posaunenchörler über das Himmelfahrt-Wochenende eine Probenfreizeit an. Der Präside organisiert zu diesem Anlass jedes Jahr eine Jugendherberge in Deutschland. Auf dieser Freizeit gibt es die Aufnahmeprüfung und das traditionelle Geländespiel, bei dem meistens eine in Militärbekleidung durchgeführte, abgewandelte Version von „Capture the Flag“ gespielt wird.

### Weiteres
Außerdem ist der Posaunenchor auf stetig wechselnden Veranstaltungen in und um Gütersloh anzutreffen, neben verschiedensten Volksfesten auch auf Weihnachtsmärkten. Bei diesen „kleineren“ Auftritten kommt allerdings meistens nur die kleine Besetzung, bestehend aus jeweils den besten Mitgliedern jedes Registers.

## Repertoire
Das Repertoire des Posaunenchors wechselt ständig. So steht im ersten Teil des Jahres das Pfingstkonzert auf dem Programm und im zweiten Teil das Weihnachtskonzert mit jährlich wechselndem Programm.
Auf dem Pfingstkonzert werden meistens Märsche, moderne Stücke und Filmmusik gespielt. Während des Weihnachtskonzertes hört man die klassisch-geprägte Seite des Posaunenchores mit Werken von J. S. Bach und anderen Zeitgenossen. Zudem werden noch die Stücke, die auch während des Türmchenblasens gespielt werden, und Choräle aus dem EG gespielt.